# Tinh thảo
Tinh thảo hay còn gọi xuân thảo cát (danh pháp khoa học: Eragrostis alopecuroides) là một loài thực vật có hoa trong họ Hòa thảo. Loài này được Balansa mô tả khoa học đầu tiên năm 1890.